# 布尔那布里亚什一世
布尔那布里亚什一世（约公元前16世纪前后在位）（英語：Burnaburiash I）巴比伦第三王朝国王。为阿贡二世的继承人，也是巴比伦被赫梯人攻击后的第二位统治巴比伦的加喜特国王。为稳定自己王国北部边境，他与亚述人缔结条约，以实现他对帝国领土的控制。 